# Dolly Dawn
Dolly Dawn (nacida Theresa Anna Maria Stabile; 3 de febrero de 1916-11 de diciembre de 2002)  fue una cantante de Big band estadounidense. Fue vocalista de la Orquesta del Hotel Taft de George Hall en la década de 1930 y más tarde tuvo una carrera en solitario.

## Biografía
Nació como Theresa Anna Maria Stabile en Newark, Nueva Jersey, el 3 de febrero de 1916, y creció en Montclair, Nueva Jersey. Sus padres eran inmigrantes italianos; el saxofonista de jazz Dick Stabile era primo.
Inicialmente usó el nombre artístico de Billie Starr y aparecía semanalmente en un programa de radio local. En 1935 reemplazó a Loretta Lee como vocalista de la orquesta de George Hall; Harriet Mencken, escritora del New York Journal-American, le dio el nombre de Dolly Dawn. Ella y la banda transmitían seis días a la semana desde el Grill Room del Hotel Taft en Nueva York a través de CBS Radio, y se hicieron muy populares. Su canción más exitosa con la banda fue "You're a Sweetheart", lanzada en 1938.
El 4 de julio de 1941, en el Roseland Ballroom de Nueva York, George Hall le entregó oficialmente la banda y se convirtió en su manager; la banda pasó a llamarse "Dolly Dawn and Her Dawn Patrol".   A partir de 1942 continuó sin la banda, cuyos miembros fueron reclutados durante la Segunda Guerra Mundial. Apareció en clubes y salones de baile y en otros compromisos en todo Estados Unidos, y continuó grabando hasta la década de 1950. 
RCA Records publicó en 1976 una recopilación de dos LP de las grabaciones de Dolly Dawn con George Hall, lo que dio lugar a apariciones en clubes de jazz y cabarets de Nueva York. Grabó dos nuevos álbumes: Smooth as Silk, y en 1981 Memories of You.
Ella Fitzgerald dijo que Dawn fue una influencia en su propio canto. El 4 de febrero de 1998, Dolly Dawn fue incluida en el Salón de la Fama de las Big Band en West Palm Beach, Florida.  Ella no se casó; dijo que su música era su marido y sus hijos. Murió el 11 de diciembre de 2002, a la edad de 86 años, por insuficiencia renal en el Lillian Booth Actors Home en Englewood, Nueva Jersey.